# إدوارد فيشر
ادوارد فيشر (بالألمانية: Eduard Fischer)‏ (و. 1861 – 1939 م) هو عالم نبات، وأستاذ جامعي، وكاتب، واخصائي فطريات من سويسرا . ولد في برن.
توفي في برن ، عن عمر يناهز 78 عاماً.

## التعليم
تعلم في جامعة برن

## مناصب وهيئات
أدار جامعة برن.